# Celerena vulgaris
Celerena vulgaris är en fjärilsart som beskrevs av Butler 1876. Celerena vulgaris ingår i släktet Celerena och familjen mätare. Inga underarter finns listade i Catalogue of Life.